# 吕寨镇 (临西县)
吕寨镇，是中华人民共和国河北省邢台市临西县下辖的一个乡镇级行政单位。
2014年，河北省民政厅批复同意撤销吕寨乡，设立吕寨镇，镇人民政府驻吕寨村邢临路12号。

## 行政区划
吕寨镇下辖以下地区：
吕寨村、陆村、西夏庄村、司寨村、杨集村、小刘庄村、王铎寺村、大庙村、孟村、梁村、河西岗村、曹村、东村、高庄村、后寨村、杨圈村、石佛寺村、前张八村、后张八村、蒋庄村、常庄村、宁庄村、黄夏庄村、秦夏庄村、郑楼村、姚楼村、北蔡辛庄村、百户寨村、郝村、贾村、小芦村、太平庄村、马兰村、西窦庄村、樟柳寨村、韩楼村、西段村、东段村、指挥屯村和三教堂村。